# Pierre de la Ramée

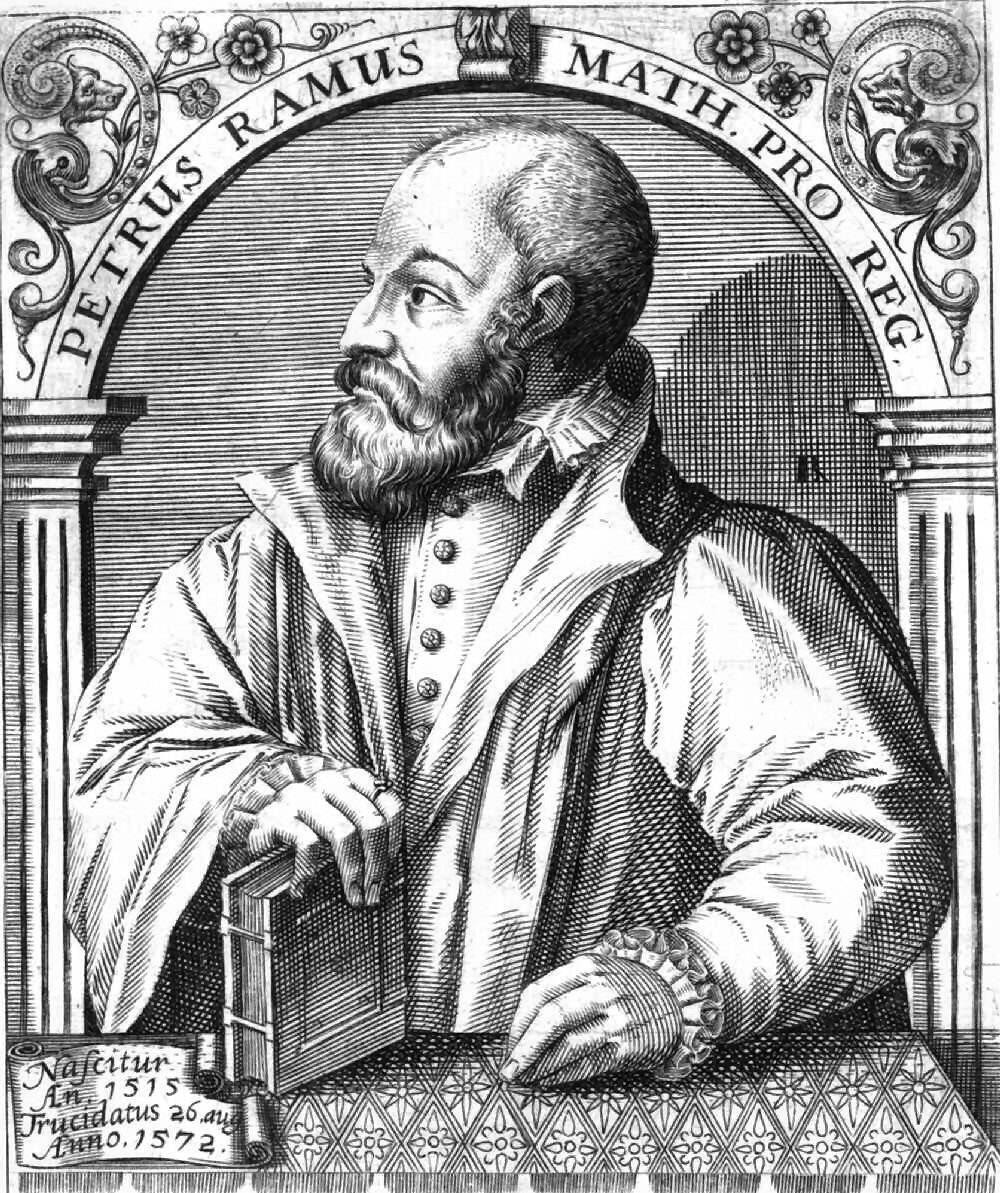
Pierre de la Ramée.

Pierre de la Ramée, eller Petrus Ramus, född 1515 i Vermandois, död 26 augusti 1572 i Paris, var en fransk logiker, filosof, matematiker, pedagog, och upphovsman till den kristna filosofiska strömningen ramism.
Pierre de la Ramée var son till Jacques de la Ramée och Jeanne Charpentier. Trots att familjen var adlig var fadern arbetare efter att familjen förlorat sin förmögenhet. Pierre de la Ramée blev tidigt föräldralös, men fick trots det möjlighet att studera. Han blev magister 1536 i Paris. 
På grund av sin kritiska hållning till Aristoteles, kom Ramus på kant med den skolastiskt präglade akademiska världen, och när hans böcker fördömdes på universitetet följde parlamentet och Frans I  exemplet. 1547 blev Henrik II kung, vilket innebar att Ramus blev lecteur royal i Paris. 1562 konverterade han till kalvinismen. 
Under Bartolomeimassakern sköts de la Ramée den 26 augusti 1572 i sitt hem på femte våningen i kollegiet och hans kropp kastades ner från fönstret.

## Retorikern
Petrus Ramus retoriska uppfattning kan vi se tydligt i hans kritik mot definitionen av logik som ars disserendi. Ars disserendi, menade Ramus, var konsten att på ett korrekt sätt diskutera eller analysera något. Ramus ansåg att logik handlade om att vara och således blev metafysiken överflödig. Ramus menade att man bättre kunde lära sig om tankeverksamhet om man lade logiken i samband med retorik, än man kunde inom den traditionella logiken. 
Han gav sig på storheter som Aristoteles, Cicero och Quintilianus. Bland annat ska han ha sagt att allt vad Aristoteles har sagt är grundlöst hopfog. Vidare i sina attacker mot storheter menar Ramus bland annat att Cicero ska ha lagt till begrepp om grammatik och heder som inte platsar inom retoriken. Ramus menade att dialektiken var den största inom artes exotericae trivium, sedan kom grammatiken och sist retoriken som, enligt Ramus, handlar om framförandet och stilen. Till slut var det enda retoriken hade kvar att försköna och han tyckte att retoriken skulle känna sig nöjd med att vara den förskönande konsten
All denna kritik mot logiken och artes exotericae trivium gjorde honom impopulär bland kollegorna på Collège France, och de lär ha sagts att han attackerade den logiska konsten som var accepterad världen över.Vidare menade man att man av den anledningen var  tvungen att förbjuda honom att skriva och undervisa om retorik på samma sätt som man tidigare förbjudit honom att skriva och undervisa inom filosofin. Men man lyckades inte hindra honom från att skriva. Han fick till slut behålla sin lön som professor regius, men däremot fick han inte längre föreläsa på universitetet.
Bland Ramus verk ska nämnas inom just retorik Institutiones Rhetorica 1545, (den skrev han tillsammans med Talon, men den publicerades med enbart Talons namn på omslaget), Dialeticae institutiones (1543) och andra upplagan av denna, Rhetorica.
Ramus var egentligen inte emot Aristoteles som person, utan menade att Aristoteles var den viktigaste logikern av dem alla, men att det sedan hans bortgång gjorts skada på honom genom Corpus Aristotelicum. Alltså var det inte Aristoteles fel utan de som tagit på sig att översätta och kommentera hans verk .
Petrus Ramus filosofi ramismen levde länge efter hans död. Likaså hans verk. Men när vi tittar på retoriken idag så kan vi inte se att hans idéer och tankar har satt nämnvärda spår. Han var alltså ingen framstående eller långlivad logiker eller filosof. Dock kan vi inte bortse från att Ramus idéer och böcker påverkade människor under ett århundrade.

## Bibliografi

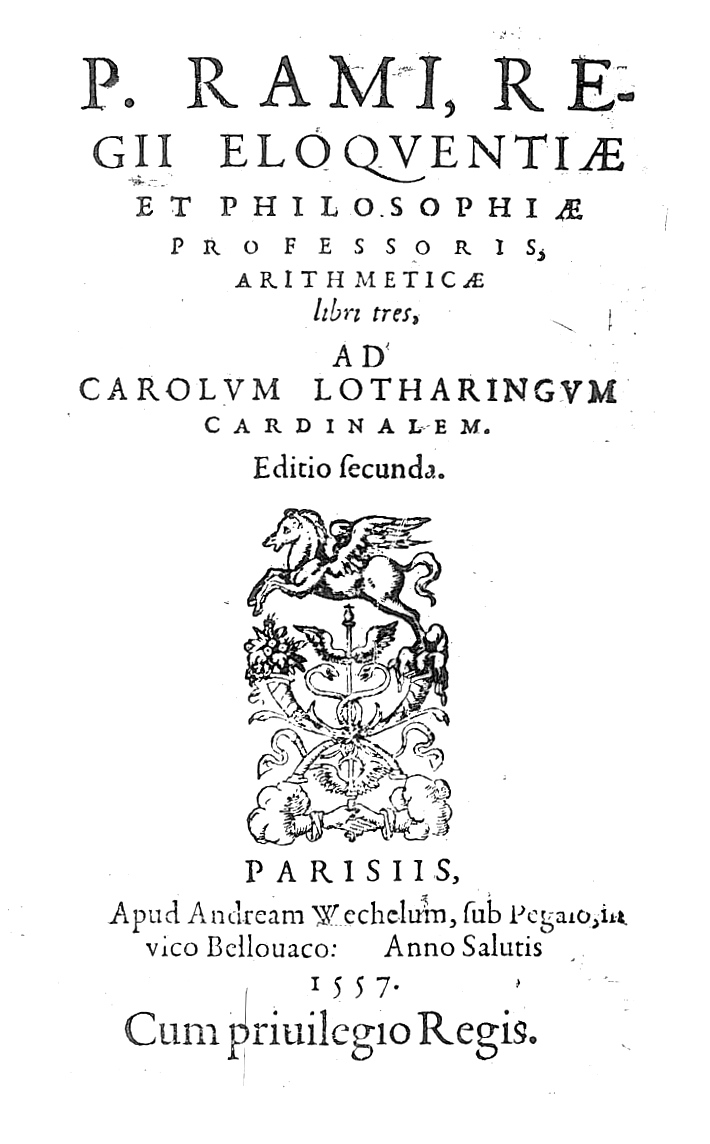
Arithmeticae libri tres, 1557.